# 媄子内親王
媄子内親王（びしないしんのう）は、一条天皇の第二皇女。母は皇后・藤原定子。同母姉兄に脩子内親王、敦康親王がいる。

## 生涯
生まれた翌日に母が亡くなり、その後藤原詮子（東三条院）の養女となった（1002年に亡くなった、定子の妹である御匣殿のもとで姉兄と共に育てられたとも）。
長保3年（1001年）12月29日以前に内親王宣下。長保4年（1002年）元旦戴餅、6月27日魚味始、12月27日著袴。
長保5年（1003年）年8月2日鼻の中に双六の賽子が入る事故が起こり、天皇の命令を受けた大僧都慶円が加持して取り出させた。
寛弘5年（1008年）1月16日清水寺に参詣。4月には病のため人事不省に陥るが文慶阿闍梨の修法により一時回復し、喜んだ天皇は文慶を権律師に任じた。しかし5月25日には再び容態が悪化し、辰刻（午前7～9時ころ）数え年9歳で亡くなった。御在所は信濃守藤原佐光の郁芳門宅（『権記』）。
『栄花物語』には東三条院が孫である媄子内親王を鍾愛し、内親王も女院に大変懐いていた様子、女院の病悩の際にも傍を離れたがらなかった様子、亡くなったとき一条天皇が悲嘆にくれる様子や脩子内親王が妹宮を恋しがる様子などが描かれている。